# Mordellistena fulvipennis
Mordellistena fulvipennis là một loài bọ cánh cứng trong họ Mordellidae. Loài này được Stshegoleva-Barovakaya miêu tả khoa học năm 1932.